# 近藤重興
近藤 重興（こんどう しげおき、寛永20年（1643年） - 正徳5年7月2日（1715年7月31日））は、江戸時代前期の武士。江戸幕府目付。の旗本。別名に近藤重郷。通称は平八郎。近藤政成の孫で近藤重直の三男。次兄近藤高郷の養子。家紋は下り藤。妻は江川英利の娘、後妻は武田信安の娘。
延宝3年（1675年）に次兄・高郷の末期養子として家督を相続し小普請となる。天和2年（1682年）5月29日、長兄の重信が家督を相続した際、信濃国伊那郡700石を分知される。御書院番・御使番などを経て、元禄10年（1697年）に目付職となる。同年、地震甚大につき日光山を検視する。
元禄14年（1701年）3月14日に、赤穂藩主・浅野長矩が吉良義央へ刃傷に及ぶと、同じく幕府目付の多門重共とともに取り調べを行った。また、長矩を取り押さえた旗本梶川頼照の取り調べも担当している。さらにその後は赤穂藩の鉄砲洲の浅野家上屋敷（現在の東京都中央区明石町聖路加国際病院）へも派遣されて長矩の弟・浅野長広らに騒動の取り鎮めをするよう命じている。
元禄16年（1703年）目付職を取り上げられ小普請（無役の旗本）に落とされ、以後無役に終わった。正徳5年没、深川の長慶寺に葬られた。法名は遊閑。